# Leighton Vander Esch

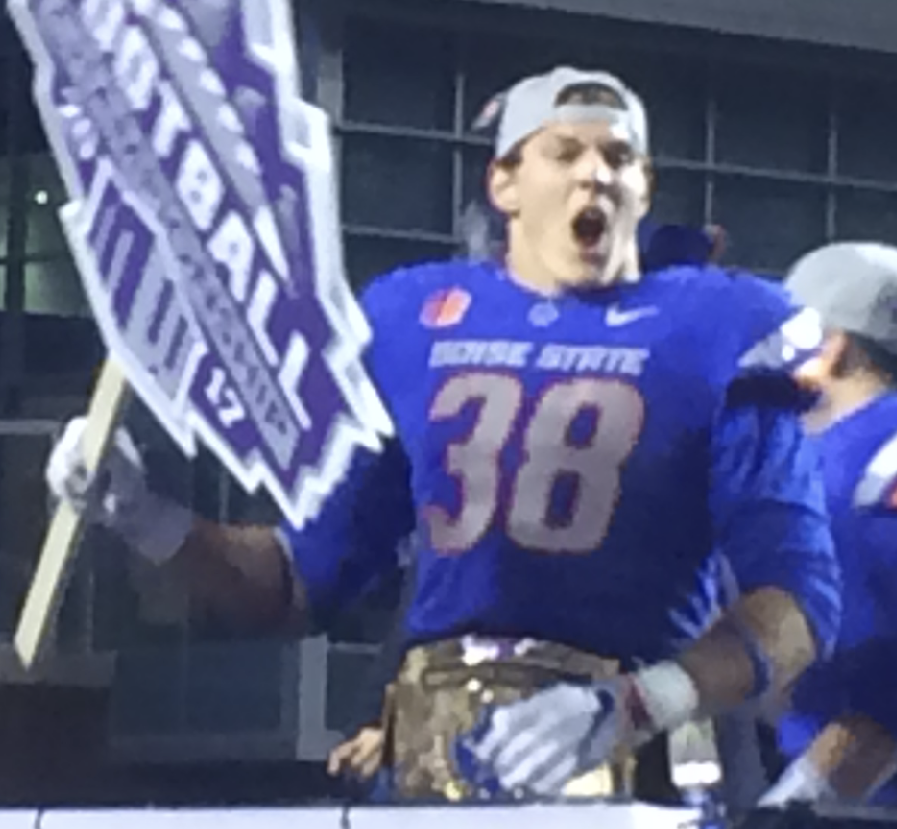
Leighton Vander Esch

Leighton Vander Esch, född 8 februari 1996 i Riggins i Idaho, är en amerikansk utövare av amerikansk fotboll (linebacker) som spelar för Dallas Cowboys i NFL sedan 2018. Vander Esch spelade collegefotboll för Boise State University och han draftades 2018 av Dallas Cowboys i första omgången.